# Bahnhof Korsør
Der dänische Bahnhof Korsør liegt an der Bahnstrecke København–Fredericia. Er markiert das westliche Ende der als Vestbanen bezeichneten Strecke Kopenhagen–Korsør.

## Geschichte

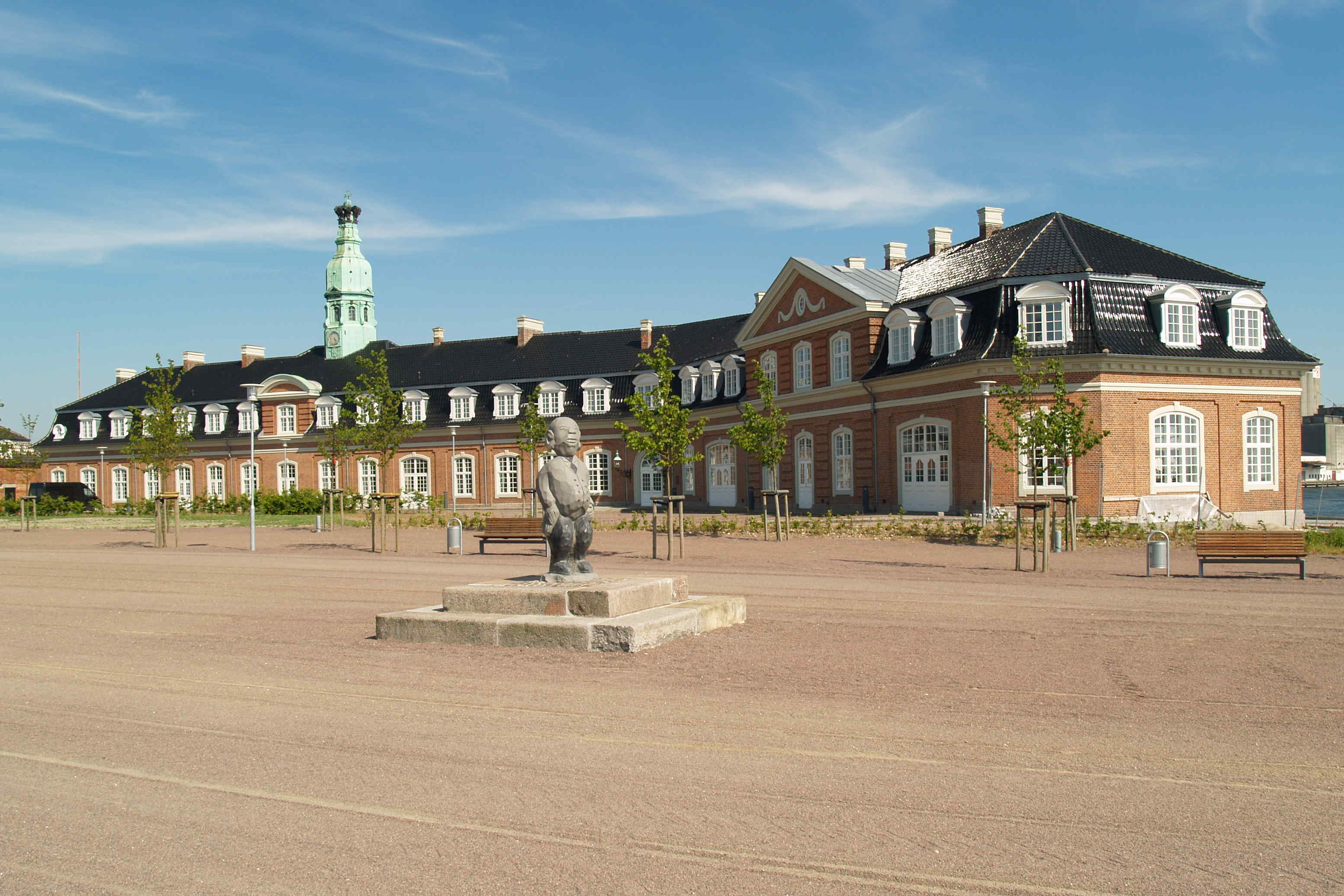
Der alte Bahnhof (1907–1997) von der ehemaligen Gleisseite her

Als die Eisenbahn im Jahr 1856 Korsør erreichte, wurde der erste Bahnhof auf der Landzunge der Halsskov Odde erbaut. Im Jahre 1907 verlegte man den Bahnhof an den Hafen von Korsør, da der geschützte Hafen bessere Verlademöglichkeiten für den Trajektverkehr bot. Dieser Bahnhof war schlussendlich mit drei Verladebrücken für den Eisenbahnfährbetrieb ausgerüstet. Da er nicht sinnvoll an die neu erbaute Linie der Querung des Großen Belt angeschlossen werden konnte, wurde er 1997 stillgelegt. Das Gleisfeld wurde abgetragen und zum Stadtpark Byparken umgewandelt. Das von Heinrich Wenck entworfene Hauptbahnhofsgebäude hingegen wurde renoviert und dient heute der ScanCom International A/S als Hauptsitz. Es steht unter Denkmalschutz.

## Heutiger Bahnhof

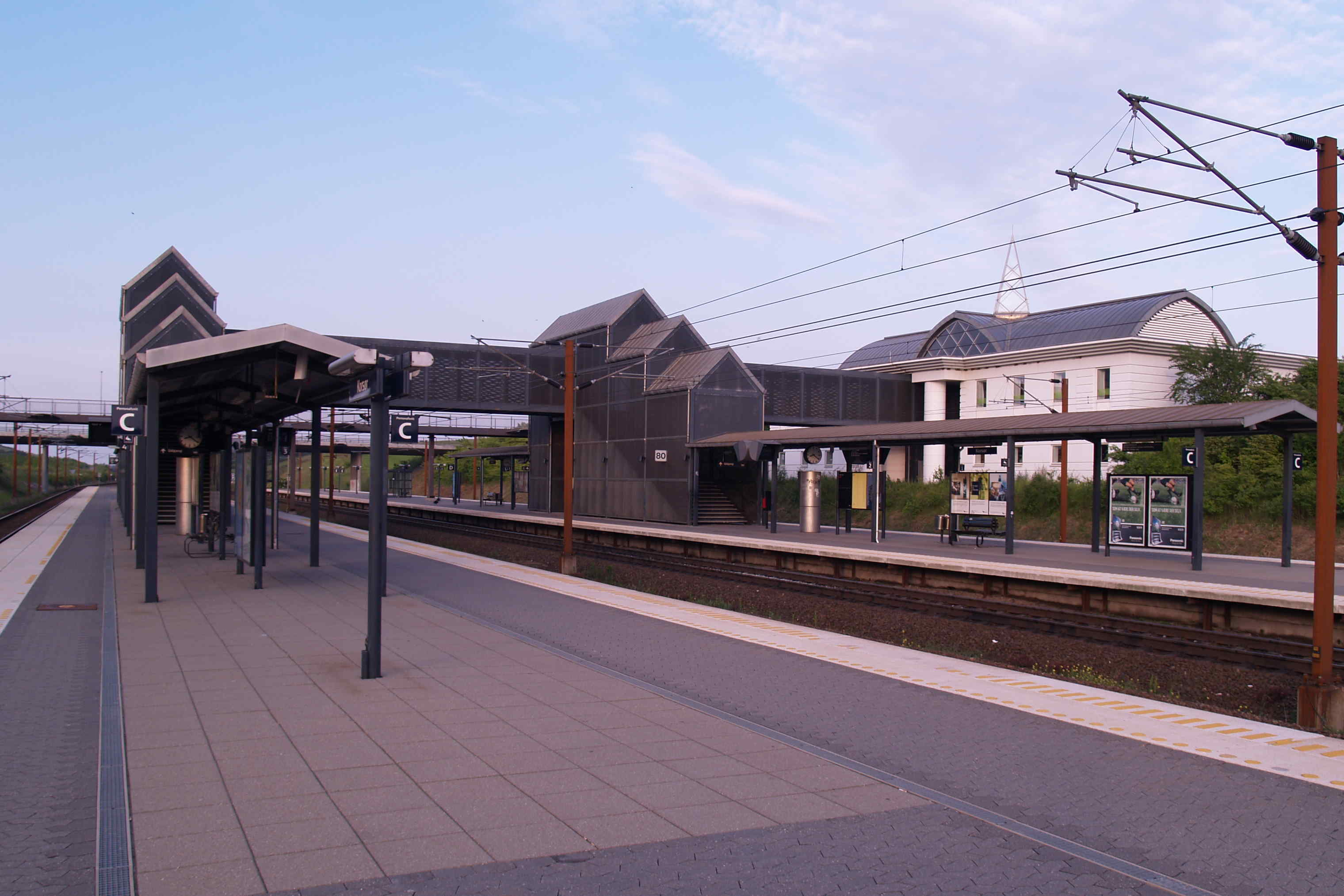
Der neue, 1997 eröffnete Bahnhof von Korsør

Der heutige Bahnhof ist der dritte in Korsør und wurde 1997 mit Eröffnung des Tunnels unter dem Großen Belt in Betrieb genommen. Er befindet sich nördlich der Stadt auf freiem Feld, ist aber optimal ins öffentliche Busnetz eingegliedert, bildet er doch für dieses einen Netz- und Umsteigepunkt.
Seine vier Durchfahrgleise befinden sich in einem Einschnitt und besitzen zwei Bahnsteige, für jede Richtung ein Bahnsteig mit zwei Gleisen. Der Zugang zu den Bahnsteigen erfolgt über eine Brücke, welche nur vom Bahnhofsgebäude aus zugänglich ist, und sich auf der gleichen Höhe wie dieses befindet. Von dieser führen Treppen und Lifte zu den Bahnsteigen. Östlich des Bahnhofsgebäudes führt eine kombinierte Fußgänger- und Fahrradbrücke über die Gleise. Vor dem südlich der Strecke gelegenen Bahnhofsgebäude befinden sich die Haltestellen der Busse sowie großzügig dimensionierte Fahrradabstellmöglichkeiten und ein großer Parkplatz.
Der Bahnhof ist in das IC-Netz der DSB eingebunden. Daneben ist er ein wichtiger Überholbahnhof an dieser Strecke, da seine Gleisanlage ausreichend lang für die heutigen Güterzüge sind. Im westlichen Bahnhofsteil und südlich der Strecke sind Abstellgleise für Baufahrzeuge und den Lösch- und Rettungszug für den Tunnel vorhanden.